# دوینگاما
دوینگاما (به لاتین: Devinnegama) یک منطقهٔ مسکونی در سری‌لانکا است که در استان مرکزی (سری‌لانکا) واقع شده‌است.